# Acide chlorendique
 (octobre 2019).
Si vous disposez d'ouvrages ou d'articles de référence ou si vous connaissez des sites web de qualité traitant du thème abordé ici, merci de compléter l'article en donnant les références utiles à sa vérifiabilité et en les liant à la section « Notes et références ».
L'acide chlorendique est un composé organochloré utilisé dans la synthèse de certains ignifugeants et de certains polymères. C'est un produit de dégradation commun à plusieurs insecticides organochlorés qui est classé IARC 2B c'est-à-dire possiblement cancérigène chez les humains après avoir été montré carcinogène chez la souris, le rat et le hamster.

## Propriétés et identification
Il est produit à la fois sous forme d'acide et sous forme d'anhydride. L'anhydride a le numéro CAS 115-27-5.
Lorsqu'il est chauffé, il perd de l'eau à 200 °C, formant un anhydride dont le point de fusion est situé à 230–235 °C. Lorsqu'il est soumis à une pyrolyse, il se décompose en acide chlorhydrique et en divers composés chlorés. Il est résistant à la déchloration hydrolytique. Il forme facilement des sels avec les métaux et les esters.

## Chimie et utilisations
L'acide chlorendique est produit industriellement en volumes importants par réaction de Diels-Alder. Il est utilisé en tant qu'intermédiaire dans la synthèse de résines de polyester ignifugées insaturées et de plastifiants , et en tant que traitement ignifuge de finition pour la laine . Une utilisation majeure est la production de résines renforcées de fibres de verre pour les équipements de l'industrie chimique. Il peut être utilisé pour fabriquer des résines alkydes destinées à être utilisées dans des encres et des peintures spéciales . Il est utilisé comme agent de durcissement dans les résines époxydes utilisées dans la fabrication de cartes de circuits imprimés . Lorsqu'il a réagi avec des glycols non halogénés, il forme des polyols halogénés utilisés comme retardateurs de flamme dans les mousses de polyuréthane . il est également utilisé pour la production de chlorendate de dibutyle et de chlorendate de diméthyle , qui sont utilisés comme retardateurs de flamme réactifs dans les plastiques . En quantités limitées, il est utilisé comme additif dans le copolymère d’ acrylonitrile butadiène styrène .
Les esters et les sels d'amine de l'acide chlorendique sont utilisés comme additifs extrême pression dans les lubrifiants synthétiques .
Lorsqu'il est utilisé dans des polymères, en tant qu'agent de durcissement ou en tant que retardateur de flamme, il se lie de manière covalente à la matrice polymère, ce qui réduit sa lixiviation dans l'environnement. Il peut cependant être libéré lorsque ces matières sont soumises à une hydrolyse et peut être formé par oxydation d'insecticides à base de cyclodiène chloré (par exemple, endosulfan , chlordane , heptachlore , aldrine , dieldrine , endrine et isodrine ). Sa demi-vie dans le sol est de 140 à 280 jours.
En Europe, 80% de l'acide chlorendique est utilisé dans la production de composites ignifugés pour la construction et le transport, le reste étant utilisé dans les matériaux destinés aux équipements de stockage de fluides résistant à la corrosion. Aux États-Unis, en Amérique latine et en Asie, 20 à 30% sont utilisés dans les applications ignifuges, le reste étant utilisé dans les plastiques résistant à la corrosion.